# Traité de Bytom et Będzin

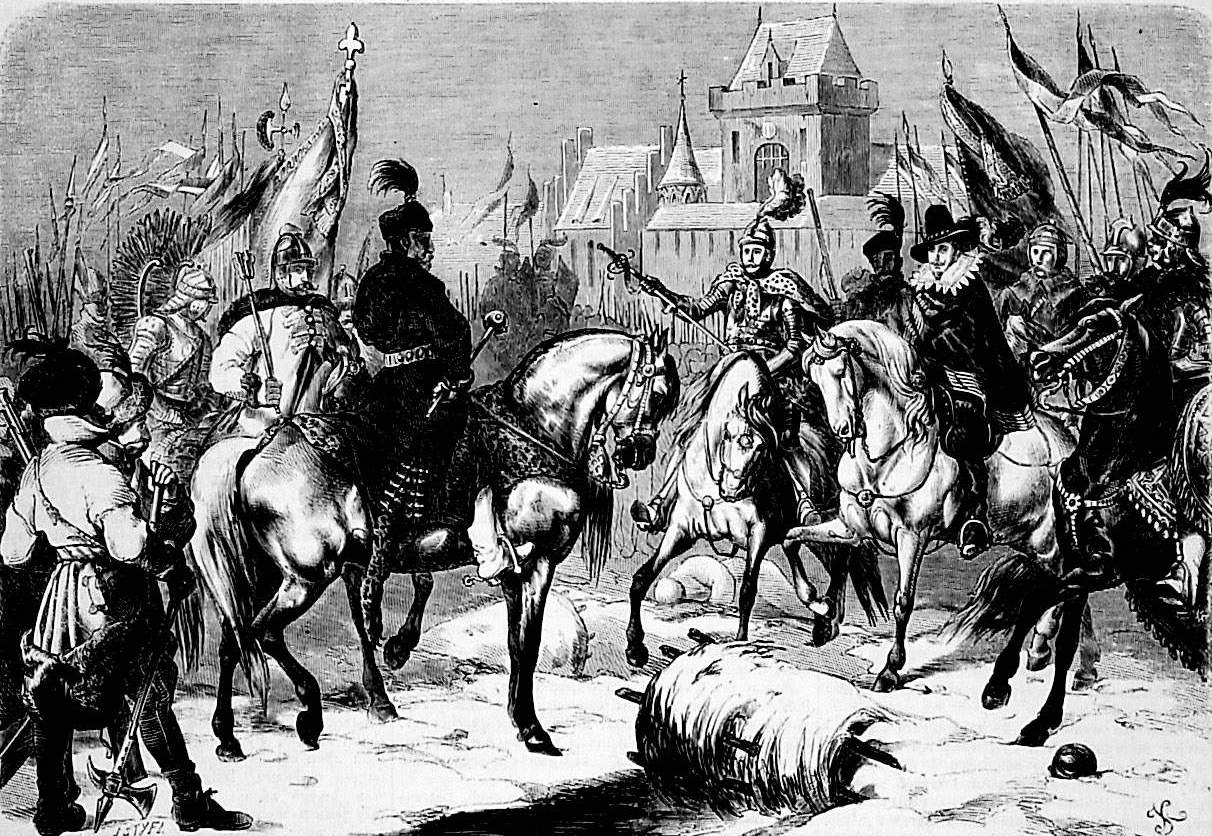
Maximilien se rend à Zamoyski - illustration 1862.

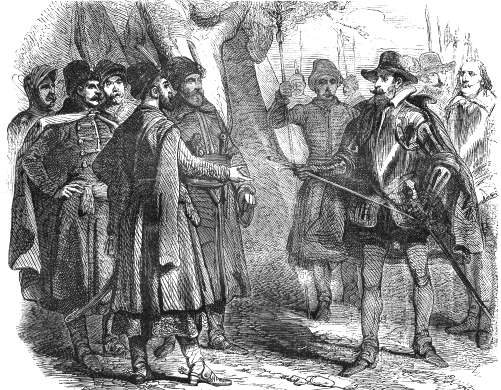
Zamoyski recevant la reddition de Maximilien III d'Autriche – illustration du XIXe siècle.

Le traité de Bytom et Będzin (polonais : traktat bytomsko-będziński) est un traité signé entre la république des Deux Nations et la maison de Habsbourg le 9 mars 1589.

## Chronologie
Au cours de la guerre de Succession de Pologne, Maximilien III d'Autriche est sévèrement vaincu à la bataille de Byczyna en le 24 janvier 1588 et se rend au chancelier hetman, Jan Zamoyski. S'il est traité avec tous les égards dus à son rang, Zamoyski se sert tout de même de lui comme d'un levier pour peser dans les négociations qu'il mène entre la Pologne, l'Autriche, la Suède et la Russie, et le garde prisonnier pendant plus pendant plus d'un an, d'abord à Krasnystaw, puis à Zamość.
Les négociations entre la Pologne et l'Autriche ont eu lieu en Silésie dans les villes frontalières de Będzin et Bytom, situées de part et d'autre de la frontière, chaque délégation restant de son côté respectif. À Bytom la délégation polonaise est représentée par Hieronim Rozdrażewski (pl), l'évêque de Cujavie, Andrzej Opaliński, grand maréchal de la Couronne, Stanisław Gostomski (pl), voïvode de Rawa, Janusz Ostrogski (en), voïvode de Volhynie, et Jan Zamoyski, grand chancelier de la Couronne. La délégation autrichienne comprend l'évêque Stanislav Pavlovský (pl) et le burgrave Guillaume de Rosenberg. Il faut aussi noter la présence d'un autre participant notable en la personne du cardinal Ippolito Aldobrandini (futur pape Clément VIII), représentant le Saint-Siège et qui agit en tant que médiateur.
Le traité est signé le 9 mars 1589. Le camp polonais utilise son otage pour obtenir un certain nombre de concessions des Habsbourg. Maximilien doit renoncer à la couronne polonaise et Rodolphe II, empereur du Saint-Empire, doit promettre de ne faire aucune alliances contre la Pologne avec la grande-principauté de Moscou ou le royaume de Suède, ni d'intervenir dans la politique interne polonaise dans les futures périodes d'interrègne. La République et l'Autriche seront unis par un « lien éternel de paix et d'amitié ». La ville de Lubowla prise au début du conflit par Maximilien revient à la Pologne.

## Sources
- (en) Cet article est partiellement ou en totalité issu de l’article de Wikipédia en anglais intitulé « Treaty of Bytom and Będzin » (voir la liste des auteurs).